# Conqueror
Conqueror es el título del segundo álbum de la banda de post-metal y shoegazing Jesu. Fue liberado primeramente en Japón el 2 de febrero de 2007, siendo liberado el día 19, 20 y 27 del mismo mes en Reino Unido, Estados Unidos y el resto del mundo respectivamente.

## Canciones
Todas las canciones de este álbum fueron escritas y producidas el año 2006 por Justin Broadrick. Este álbum incorporó también en la versión japonesa las dos canciones que componen el EP Sun Down/Sun Rise.

### Lista de canciones
1. «Conqueror» – 8:10
2. «Old Year» – 5:46
3. «Transfigure» – 5:58
4. «Weightless & Horizontal» – 10:06
5. «Medicine» – 7:22
6. «Brighteyes» – 7:20
7. «Mother Earth» – 7:16
8. «Stanlow» – 5:58

## Créditos
- Voz: Justin Broadrick.
- Guitarra: Justin Broadrick.
- Bajo: Diarmuid Dalton.
- Batería: Ted Parsons.